# Canard de Shetland
Pour les articles homonymes, voir Shetland (homonymie).
Le canard de Shetland est une race de canard domestique originaire des îles Shetland au nord de l'Écosse. Il a les mêmes lointains ancêtres que le canard de Poméranie et le canard bleu de Suède.

## Histoire
Le canard de Shetland aurait évolué à partir des canards de la Baltique dont il partage certaines caractéristiques. Ce sont les Vikings qui l'ont apporté aux Shetland.

## Description
Le canard de Shetland est un petit canard fermier robuste, proche du canard de Poméranie ou du canard bleu de Suède, dont il partage les mêmes ancêtres; mais il est plus petit. Il est noir avec une bavette blanche. Sa caractéristique propre est d'avoir un bec bleuâtre. Il ne dépasse guère les 2 kg pour le mâle et 1,8 kg pour la cane. Les canetons sont noir ou brun foncé avec une poitrine noire ou couleur chamois. Ses œufs sont blancs.